# Вік Ферт
Еверетт Джозеф «Вік» Ферт  (2 червня 1930 – 26 липня 2015) — американський музикант і засновник Vic Firth Company (раніше Vic Firth, Inc.), компанії, що виробляє ударні палички та молотки.

## Біографія
Вік Ферт народився 2 червня 1930 року в Вінчестері, штат Массачусетс. Він виховувався в Сенфорді, штат Мен, батьками Евереттом Е. і Розмарі Ферт, де він закінчив Сенфордську середню школу. Син успішного трубача, він почав вивчати корнет у віці чотирьох років, а пізніше звернувся до перкусії, тромбона, кларнета, фортепіано та музичного аранжування. Коли він закінчив школу, він був перкусіоністом на повний робочий день і створив групу з 18 учасників у віці 16 років. Він грав на різних ударних інструментах, таких як вібрафон, литаври та барабанна установка. Він отримав ступінь бакалавра, а також ступінь почесного доктора музики в консерваторії Нової Англії в Бостоні.
Ферт був головним тимпаністом Бостонського симфонічного оркестру з 1956 по 2002 рік. Він був наймолодшим учасником оркестру, коли музичний керівник Чарльз Мунк найняв його перкусіоністом у 1952 році.
За свою кар'єру Ферт написав кілька книг. У 1963 році він написав The Solo Timpanist, а в 1964 році — Marching Drums. Він писав для початкових класів малого барабана у своїх книгах Snare Drum Method I - Elementary і Snare Drum Method Book II - Intermediate , опублікованих у 1967 і 1968 роках. Ці книги поєднали концепцію оркестрової техніки малого барабана з 30 зачатками ударних. У 1968 році він опублікував більш просунуту книгу The Solo Snare Drummer 